# F.B.I. - Operazione gatto
F.B.I. - Operazione gatto (That Darn Cat!) è un film commedia statunitense del 1965, diretto da Robert Stevenson e prodotto dalla Walt Disney. E' tratto dal libro Undercover Cat (lett. Il gatto sotto copertura) scritto dalla coppia di autori di romanzi polizieschi nota come "I Gordon" (composta da Gordon Gordon e Mildred Nixon Gordon).

## Trama
G.G. è un astuto e avventuroso gatto siamese che vive con le giovani sorelle Ingrid e Patti Randall. Una sera, durante una delle sue ronde, segue il rapinatore di banche Iggy fino all'appartamento che questi condivide con il complice Dan. I due si nascondono lì in attesa di poter abbandonare la città in sicurezza dopo l’ultimo colpo e tengono in ostaggio la cassiera Mrs. Miller, che hanno rapito, progettando di ucciderla prima di andarsene. La donna sfrutta la presenza del gatto per sostituire di nascosto il suo collare con il proprio orologio da polso, su cui ha inciso la maggior parte della scritta “Help” ("Aiuto"), per poi rimandarlo da dove è venuto.
Patti scopre l’orologio con il messaggio e intuisce la sua provenienza, quindi si rivolge all'FBI, dove parla con l’agente Zeke Kelso. Quest’ultimo ottiene dal suo superiore il permesso di seguire G.G., nella speranza di trovare il nascondiglio dei rapinatori.
Kelso organizza un quartier generale nella casa dei Randall e assegna una squadra per tenere il gatto sotto sorveglianza ma, nonostante i molteplici tentativi, G.G. riesce sempre a sfuggire loro. Il supervisore di Kelso interrompe così l'operazione, considerando la prova dell'orologio troppo vaga, ma Patti li inganna con uno stratagemma per convincerli a continuare le indagini. Finalmente il gatto dà loro la pista giusta; Patti e Kelso, aiutati da G.G., fermano i criminali prima che uccidano la cassiera e li consegnano alla giustizia. Nel finale si scopre che G.G. ha avuto diversi gattini con la micia vista all’inizio della storia.
Lungo il film si intrecciano varie sotto-trame a sfondo comico; ad esempio l’odio nutrito verso G.G. da parte di Benson, arrogante vicino di casa dei Randall e spasimante di Ingrid; le disavventure Canoe, il sospettoso amico di Patti che cerca di capire cosa succeda; i pettegolezzi della signora MacDougall, vicina di casa ficcanaso dei Randall che spia tutti dalla finestra.

## Produzione
Le scene in esterno dei quartieri dove il gatto fa le sue scorribande sono state girate sui set dei Walt Disney Studios in California.
I gatti siamesi che hanno interpretato collettivamente il ruolo di G.G. sono i cosiddetti siamesi "tradizionali", definiti Seal Point, con le estremità e la punta del naso nere.
Uno dei gatti usati per il film apparteneva alla allevatrice di gatti e veterinaria Edith Williams, membro della Cat Fanciers' Association, associazione che raccoglie i pedigree dei gatti di razza. Un altro dei felini ha anche interpretato, insieme a due cani, il gatto Tao di L'incredibile avventura.
Dopo il Freedom of Information Act si è scoperto che, prima della distribuzione del film, l'FBI si servì della Production Code Administration (PCA), una verifica dei contenuti dei film da parte della Motion Picture Association of America, per verificare che il film fosse rispettoso nei confronti dell'Agenzia.

## Distribuzione
Il titolo originale del film è That Darn Cat (Quel dannato gatto), da cui deriva il nome originale del protagonista (D.C. "Darn Cat"; in italiano è stato reso come G.G., da Gatto Guastatore).

## Accoglienza

### Incassi
Il film ha incassato complessivamente 28.062.222 dollari nel mondo.

### Critica
Il film ottiene il 94% delle recensioni positive sul sito Rotten Tomatoes, con un voto medio di 7 su 10 basato su 16 critiche professionali; sul database di informazioni sul cinema IMDb ottiene un punteggio di 6,7 su 10, basato su 4.888 voti.

## Remake
Del film è stato realizzato nel 1997 un remake, prodotto sempre della Disney: Operazione Gatto, nel quale appare l'attore Dean Jones, che nel film originale rivestiva il ruolo del protagonista; qui, tuttavia, interpreta un personaggio differente, che nel film precedente non appariva.

## Altri media
Dal film è stata ricavata una sorta di trasposizione letteraria per ragazzi. Si tratta di un volume che, oltre ad una trama succinta scritta da Vittorio Cosimini, è illustrato con le foto di scena del film. Il libro, che riporta in copertina il marchio Disney e la foto del gatto G.G., è stato pubblicato da Mondadori nel 1966.